# Crystal Gayle
Crystal Gayle (Paintsville, 9 januari 1951) is een Amerikaanse zangeres.

## Levensloop en carrière
Brenda Gayle Webb werd geboren als jongste van 8 kinderen van Melvin 'Ted' Webb (1906-1959) en Clara Marie Ramey (1912-1981) in Paintsville, Kentucky. Ze verhuisde op haar vierde naar Wabash, Indiana. Haar voorbeeld was haar oudere zus, zangeres Loretta Lynn.
De eerste single van Gayle werd ook geschreven door Lynn. Ze legde zich toe op countrymuziek. Haar bekendste hit werd echter de popsong Don't It Make My Brown Eyes Blue uit 1977. Dit internationale hitsucces kon ze echter nooit meer herhalen, hoewel ze sindsdien nog wel meerdere nummer-1 hits in de Amerikaanse en Canadese country-hitlijsten heeft gehaald.
In 2008 werd ze opgenomen in de Kentucky Music Hall of Fame.

## Discografie

### Singles
| Single met eventuele hitnotering(en) in de Nederlandse Top 40 | Datum van verschijnen | Datum van binnenkomst | Hoogste positie | Aantal weken | Opmerkingen                 |
| ------------------------------------------------------------- | --------------------- | --------------------- | --------------- | ------------ | --------------------------- |
| Don't it make my brown eyes blue                              | 1977                  | 17-12-1977            | 11              | 9            | Nr. 10 in de Single Top 100 |

| Single met hitnotering(en) in de Vlaamse Ultratop 50 | Datum van verschijnen | Datum van binnenkomst | Hoogste positie | Aantal weken | Opmerkingen                |
| ---------------------------------------------------- | --------------------- | --------------------- | --------------- | ------------ | -------------------------- |
| Don't it make my brown eyes blue                     | 1977                  | -                     |                 |              | Nr. 2 in de Radio 2 Top 30 |

### NPO Radio 2 Top 2000
| Nummer met noteringen in de NPO Radio 2 Top 2000 | '99  | '00  | '01  | '02 | '03  | '04  |
| ------------------------------------------------ | ---- | ---- | ---- | --- | ---- | ---- |
| Don't It Make My Brown Eyes Blue                 | 1361 | 1429 | 1825 | -   | 1920 | 1829 |

1. ↑  Een '-' betekent dat het nummer niet was genoteerd en een vetgedrukt getal geeft de hoogste notering aan.
2. ↑  Deze tabel is bijgewerkt tot en met de laatste editie (2024).

- Biblioteca Nacional de España: XX1710432
- Bibliothèque nationale de France: cb138943598 (data)
- Gemeinsame Normdatei: 134382455
- International Standard Name Identifier: 0000 0000 7839 4565
- Library of Congress Control Number: n91072365
- MusicBrainz: cefd9d3d-9506-461c-972f-89b4cbade9da
- Nationale Bibliotheek van Tsjechië: xx0043407
- Nationale Bibliotheek van Israël: 987007415263205171
- Nederlandse Thesaurus van Auteursnamen: 070125422
- SNAC: w6w21hwt
- Virtual International Authority File: 59269579
- WorldCat: E39PBJg8KQbCYh4DTY6pBtmrv3